# Catanzaro
Catanzaro listenⓘ (phát âm [katanˈdza(ː)ro], [-ts-]; tiếng Hy Lạp: Katantheros (Κατανθέρος), Katastarioi Lokroi (Κατασταρίοι Λοκροί)), là một thành phố Ý có 96.000 dân, là thủ phủ của vùng Calabria và của tỉnh.
Catanzaro nhìn ra vịnh Squillace, trong biển Ionia.
Các sông chảy qua thành phố này gồm suối chính Fiumarella (tiếng địa phương Hjiumareddha), đổ vào sông Musofalo.

## Cư dân nổi bật
- Renato Dulbecco: người đoạt Giải Nobel.
- Mimmo Rotella: họa sĩ.